# Mabel's Adventures
Mabel's Adventures è un cortometraggio muto del 1912 diretto da Mack Sennett con Fred Mace, Mabel Normand e Ford Sterling.

## Produzione
Prodotto dalla Keystone.

## Distribuzione
Il film uscì nelle sale il 16 dicembre 1912, distribuito dalla Mutual Film. In Venezuela, prese il titolo di Las aventuras de Mabel.
Nelle proiezioni, veniva programmato con il sistema dello split reel, accorpato in un'unica bobina con un altro cortometraggio prodotto dalla Keystone, la comica Useful Sheep.